# Moja Afrika
Moja Afrika (angleško Out of Africa) je ameriški epski romantično dramski film iz leta 1985, ki ga je režiral in produciral Sydney Pollack, v glavnih vlogah pa nastopata Robert Redford kot Denys Finch Hatton in Meryl Streep kot Karen Blixen. Ohlapno temelji na avtobiografiji Isaka Dinesena Spomin na Afriko: in Sence na travi iz leta 1937, v manjši meri pa tudi na Dinesenovi knjigi Shadows on the Grass in drugih virih. Scenarij je napisal Kurt Luedtke.
Film je bil premierno prikazan 18. decembra in je naletel na mešane ocene kritikov. Vseeno se je izkazal za uspešnico z več kot 227 milijonov USD prihodkov ob 28-milijonskem proračunu in bil nominiran za oskarja v enajstih kategorijah, osvojil pa je nagrade za najboljši film, režijo, scenografijo, fotografijo, prirejeni scenarij, izvirno glasbeno podlago in mešanje zvoka. Osvojil je tudi tri zlate globuse za najboljši dramski film, stranskega igralca (Klaus Maria Brandauer) in izvirno glasbeno podlago.

## Vloge
- Robert Redford kot Denys Finch Hatton
- Meryl Streep kot Baroness Karen von Blixen (roj. Dinesen)
- Klaus Maria Brandauer kot baron Bror von Blixen in baron Hans von Blixen
- Michael Kitchen kot Berkeley Cole
- Shane Rimmer kot Belknap
- Malick Bowens kot Farah Aden
- Joseph Thiaka kot Kamante
- Stephen Kinyanjui kot komandant Kinanjui
- Michael Gough kot Hugh Cholmondeley, Lord Delamere
- Suzanna Hamilton kot Felicity Spurway
- Rachel Kempson kot Sarah, Lady Belfield
- Graham Crowden kot Henry, Lord Belfield
- Benny Young kot minister
- Leslie Phillips kot sir Joseph Aloysius Byrne
- Annabel Maule kot Lady Byrne
- Iman kot Mariammo
- Job Seda kot Kanuthia